# اوژن ژوزف دلپورت
اوژن ژوزف دلپورت (۱۰ ژانویه ۱۸۸۲–۱۹ اکتبر ۱۹۵۵) یک اخترشناس بلژیکی زاده در ژنپ بود.
او مجموعه‌ای از شصت و شش سیارک را کشف کرد. اکتشافات قابل توجه او شامل آمور ۱۲۲۱ (که آن نام را به سیارک‌های آمور امتداد داده‌است) و سیارک آپولو ۲۱۰۱ آدونیساست. او همچنین بعضی از دنباله‌دار‌ها را کشف کرد یا در کشف آن‌ها سهیم بود، از جمله دنباله‌دار دوره‌ای دلورت-نییمین -دو تویت/ پی۵۷، (57P / du Toit-Neujmin-Delporte). او در رصدخانه سلطنتی بلژیک که در شهر اوکل قرار دارد کار می‌کرد (که سیارک اوکل ۱۲۷۶ نام خود را از آن برگرفته است). یوجین در سال ۱۹۰۳ پس از دریافت دکترای خود در آن سال از دانشگاه آزاد بروکسل در این رصدخانه شروع به کار کرد.
در سال ۱۹۳۰، مرزهای مدرن بین تمام صورت‌های فلکی در آسمان، در امتداد خطوط صعود و قیاس راست برای مبدأ بی۱۸۷۵٫۰ را ترسیم کرد.
سیارک ۱۲۷۴ دلپورتیا (کشف شده توسط خود او) و دهانهٔ برخوردی دلپورت در ماه به نام او نامگذاری شده‌است.